# В круге первом (фильм, 1992)
«В круге первом» (англ. The First Circle) — драматический триллер 1992 года режиссёра Шелдона Ларри. Сюжет основан на одноимённом романе Александра Исаевича Солженицына. Съёмки проходили в Монреале, Москве и Париже. Телепремьера состоялась 25 февраля 1992 года во Франции. Затем картина была показана в некоторых европейских странах, а в 1994 году фильм был дублирован на русский язык для показа на Первом канале.

## Сюжет
Действие происходит в 1949 году. В СССР политзаключённые, которые являлись учёными и инженерами, направлялись не только в ГУЛАГ, но и также в «Первый круг» (аллегория «Ада» Данте Алигьери) — специальное тюремное подразделение (шарашку) под Москвой, где они должны были работать на правительство.

## В ролях
- Роберт Пауэлл — Глеб Нержин, математик
- Лоран Мале — Иннокентий Володин, дипломат
- Виктор Гарбер — Лев Рубин
- Ф. Мюррей Абрахам — Иосиф Сталин
- Дэвид Хьюлетт — Руська (Ростислав) Доронин
- Али Жирон — Симочка (Серафима Витальевна)
- Коринн Тузе — Надя, жена Нержина
- Доминик Рааке — Николай Шагов
- Гюнтер Мария Хальмер — Владимир Челнов, профессор
- Раф Валлоне — Пётр Макарыгин, прокурор
- Александра Стюарт — Алевтина, жена Макарыгина
- Вернон Добчефф — Рюмин
- Хит Ламбертс — майор Шикин
- Кристофер Пламмер — Виктор Абакумов
- Дэвид Хемблен — полковник Яконов

## Награды и номинации
| Год  | Награда | Категория                                                              | Номинанты      | Результат |
| ---- | ------- | ---------------------------------------------------------------------- | -------------- | --------- |
| 1992 | Джемини | Лучшая операторская работа в драматической программе или сериале       | Рон Орье       | Победа    |
| 1992 | Джемини | Лучший драматический мини-сериал                                       | Клод Эру       | Номинация |
| 1992 | Джемини | Лучшая мужская главная роль в драматической программе или мини-сериале | Виктор Гарбер  | Номинация |
| 1992 | Джемини | Лучшая женская главная роль в драматической программе или мини-сериале | Коринн Тузе    | Номинация |
| 1992 | Джемини | Лучший сценарий в драматической программе или мини-сериале             | М. Чарльз Коэн | Номинация |

## Отзывы
Фильм получил немногочисленные и невысокие оценки кинокритиков.